# 平安堡镇
平安堡镇，是中华人民共和国河北省承德市兴隆县下辖的一个乡镇级行政单位。

## 行政区划
平安堡镇下辖以下地区：
见财沟村、东南沟村、土城头村、水泉甸子村、荞麦岭村、楚榆沟村、平安堡村、克梨木村、白毛甸子村、拨东村、拨西村、郝家庄村和八道河村。